# Estádio Municipal João Lamego Netto
Das Estádio Municipal João Lamego Netto (bis 2011 Estádio Municipal Epaminondas Mendes Brito) ist ein Fußballstadion in der brasilianischen Stadt Ipatinga im Bundesstaat Minas Gerais. Es bietet Platz für 10.000 Zuschauer und dient dem Verein Ipatinga FC als Heimstätte.

## Geschichte

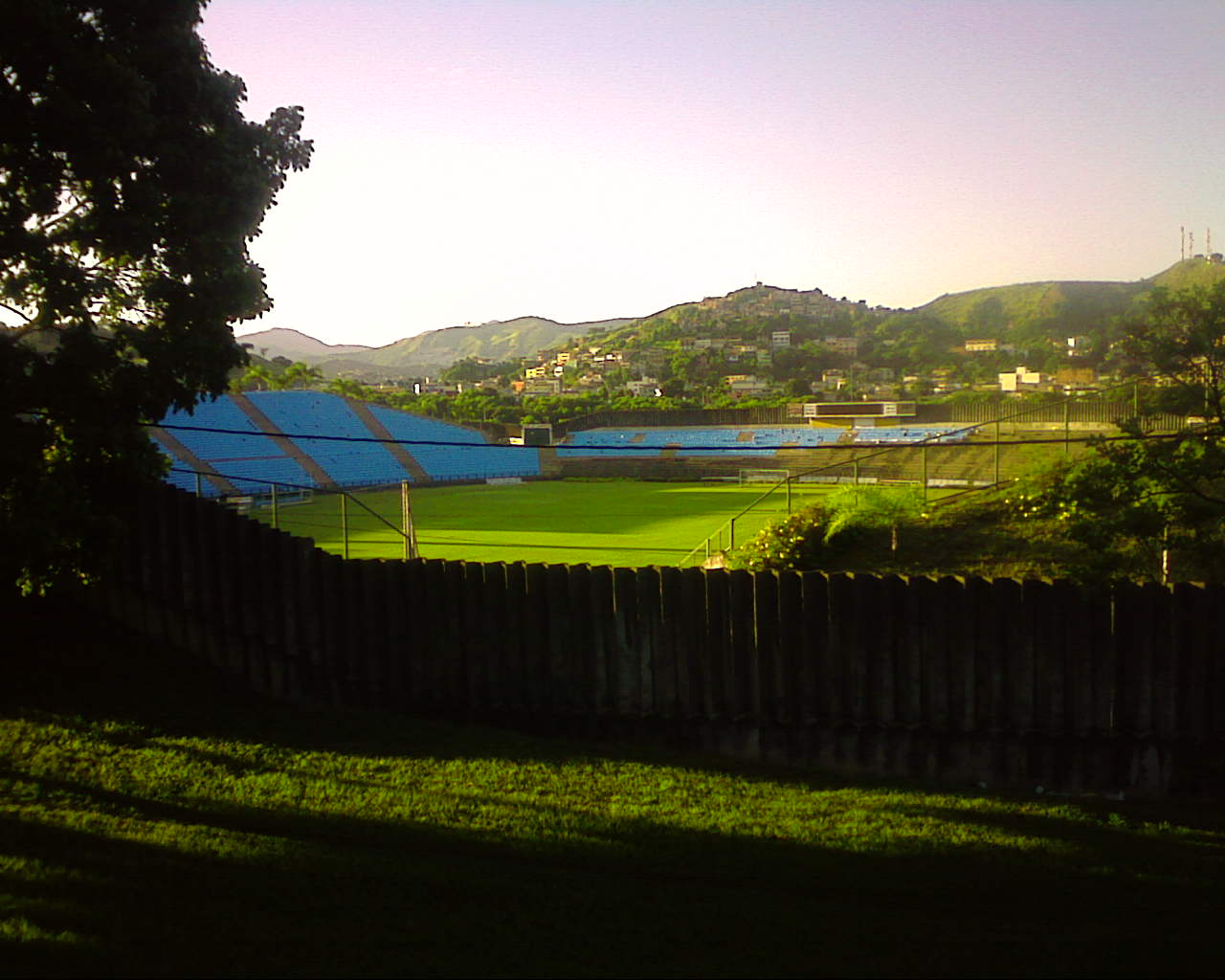
Blick in das Stadion

Das Estádio Municipal João Lamego Netto in Ipatinga wurde 1982 fertiggestellt und am 23. November des Jahres unter dem Namen Estádio Municipal Epaminondas Mendes Brito eröffnet. Zum ersten Spiel im neuen Stadion trafen sich eine Stadtmannschaft von Ipatinga und der brasilianische Topverein Cruzeiro Belo Horizonte zu einem Freundschaftsspiel, das mit einem 3:0 für den Gast aus der größten Stadt von Minas Gerais endete. Dabei erzielte der Cruzeirospieler Eudes das erste Tor in diesem Stadion. Seit 1982 wird es vom örtlichen Verein Ipatinga FC als Austragungsort für Heimspiele genutzt. 
Der größte Erfolg des Vereins ist der Gewinn der Staatsmeisterschaft von Minas Gerais. Diesen Wettbewerb konnte man 2005 gewinnen, 2002 und 2006 erreichte man jeweils das Endspiel. Im Ligabetrieb findet man Ipatinga FC derzeit in der drittklassigen Série C, nachdem man in der abgelaufenen Spielzeit einen Abstiegsplatz in der Série B belegte. Der 1998 gegründete Verein spielte auch eine Saison (2008) in der Série A, stieg jedoch sofort wieder ab. Das Estádio Municipal João Lamego Netto wird derzeit auch von den beiden Belo Horinzonte-Vereinen Cruzeiro und Atlético Mineiro als Austragungsort für Heimspiele genutzt, da deren Stadion gerade im Umbau befindlich ist. Das Estádio Governador Magalhães Pinto wird von 2011 bis 2013 renoviert, da 2014 die Fußball-Weltmeisterschaft unter anderem in dem Stadion von Cruzeiro und Atletico Mineiro stattfinden soll. Auch finden einige Heimspiele des kleineren Vereins Social FC aus dem Nachbarort Coronel Fabriciano im Estádio Municipal João Lamego Netto statt, da das Stadion des Vereins sehr klein ist und bei manchen Spielen wie Lokalderbys eine höhere Zuschauerzahl zu erwarten ist.
Das Estádio Municipal João Lamego Netto bot zwischenzeitlich Platz für 27.500 Zuschauer. Es bietet momentan 15.780 Sitzplätze, die Kapazität ist aber auf 10.000 Zuschauer begrenzt. Die Rekordkulisse wurde erreicht, als am 7. April 1996 ein Spiel der Staatsmeisterschaft von Minas Gerais in Ipatinga stattfand und 25.000 Zuschauer ins Ipatingão kamen, um den 2:1-Sieg von Atletico Mineiro über Cruzeiro Belo Horinzonte zu sehen. Das Stadion trug von 1982 bis 2011 den Namen von Epaminondas Mendes Brito, der den Stadionbau plante, jedoch noch vor Fertigstellung des Stadions verstarb. Seit 2011 heißt es Estádio Municipal João Lamego Netto, einem brasilianischen Politiker, der 2011 in Ipatinga starb.